# Ponte Samora Machel
A Ponte Samora Machel é uma ponte rodoviária que atravessa o rio Zambeze na cidade de Tete em Moçambique. A ponte de autoria do engenheiro de pontes português Edgar Cardoso, aquando da sua construção recebeu o nome de Ponte Marcello Caetano, mudado para o atual depois da independência nacional. A obra integrou-se nas obras da Barragem de Cahora Bassa e fazia parte de um planeado eixo rodoviário entre a Cidade do Cabo e o Quénia, servindo regiões com elevado potencial económico, agrícola e mineiro.

## Construção
A construção iniciou-se em 1968, tendo a inauguração decorrido em 20 de julho de 1972.

## Descrição
A ponte é uma estrutura suspensa pré-esforçada com um comprimento de 762 metros e cujo tabuleiro tem 11,2 metros de largura. Tem quatro torres em betão armado, assentes em sapatas baseadas em poços no rio, atingindo alguns deles 22 metros de profundidade.

## Problemas
A ponte apresentava problemas estruturais que limitavam a circulação, sendo objecto de obras profundas de reabilitação que terminaram em 2011 e que devem garantir a sua operacionalidade durante os 30 anos seguintes.

## Concessão
A sua utilização foi facilitada pela abertura de uma segunda travessia do Zambeze em Tete, a Ponte Kassuende, em 2014. Ambas pontes foram concessionadas à empresa Estradas do Zambeze por um período de 20 anos.